# Elektra
 For alternative betydninger, se Elektra (flertydig). (Se også artikler, som begynder med Elektra)
I den græske mytologi er Elektra datter af Klytaimnestra og Agamemnon og søster til Orestes. Hendes skæbne følger broderens og beskrives i Orestien.
Elektra er også navnet på en af de syv plejader.
- Wikimedia Commons har flere filer relateret til Elektra

| Mytologi | Spire Denne artikel om mytologi er en spire som bør udbygges. Du er velkommen til at hjælpe Wikipedia ved at udvide den. |